# Santa Rita, Batopilas
Santa Rita är en ort i Mexiko.   Den ligger i kommunen Batopilas och delstaten Chihuahua, i den nordvästra delen av landet, 1 200 km nordväst om huvudstaden Mexico City. Santa Rita ligger 1 383 meter över havet och antalet invånare är 126.
Terrängen runt Santa Rita är huvudsakligen bergig, men åt nordost är den kuperad. Terrängen runt Santa Rita sluttar söderut. Runt Santa Rita är det mycket glesbefolkat, med 7 invånare per kvadratkilometer. Närmaste större samhälle är Batopilas, 11,2 km söder om Santa Rita. I omgivningarna runt Santa Rita växer huvudsakligen savannskog.